# Sunningdale
Sunningdale è un villaggio e una Parrocchia civile del Berkshire, nel Royal Borough of Windsor and Maidenhead.

## Geografia fisica
Sunningdale si trova in prossimità del confine con il Surrey, vicino ad Ascot, Sunninghill e Virginia Water,  38 km ad ovest di Londra e 11 km ad est di Camberley. È dotato di stazione ferroviaria sulla linea Londra-Waterloo - Reading.

## Storia
La parrocchia civile di Sunningdale ebbe origine nel 1894 per disposizione di legge; precedentemente era solo un villaggio che faceva parte della parrocchia di Old Windsor. Fino al 1995 apparteneva parte al Surrey e parte al Berkshire. La zona del villaggio, noto come Broomhall, era anche suddivisa fra i boroughs di Surrey Heath e di Runnymede. Questa situazione era fonte di numerosi problemi e venne sistemata solo dopo numerose consultazioni locali fra i due Consigli di contea, i tre di boroughs ed i quattro delle parrocchie civili interessati. Il risultato è che ora Sunningdale si trova interamente nel Royal Borough of Windsor and Maidenhead  ed appartiene solo alla contea del Berkshire.
A Sunningdale, il 9 dicembre 1973, venne siglato l'accordo di Sunningdale (Sunningdale Agreement), che prevedeva la suddivisione dei poteri fra il governo nordirlandese e quello del Consiglio d'Irlanda, che tuttavia non ebbe mai effettiva attuazione.